# Clarendon Palace

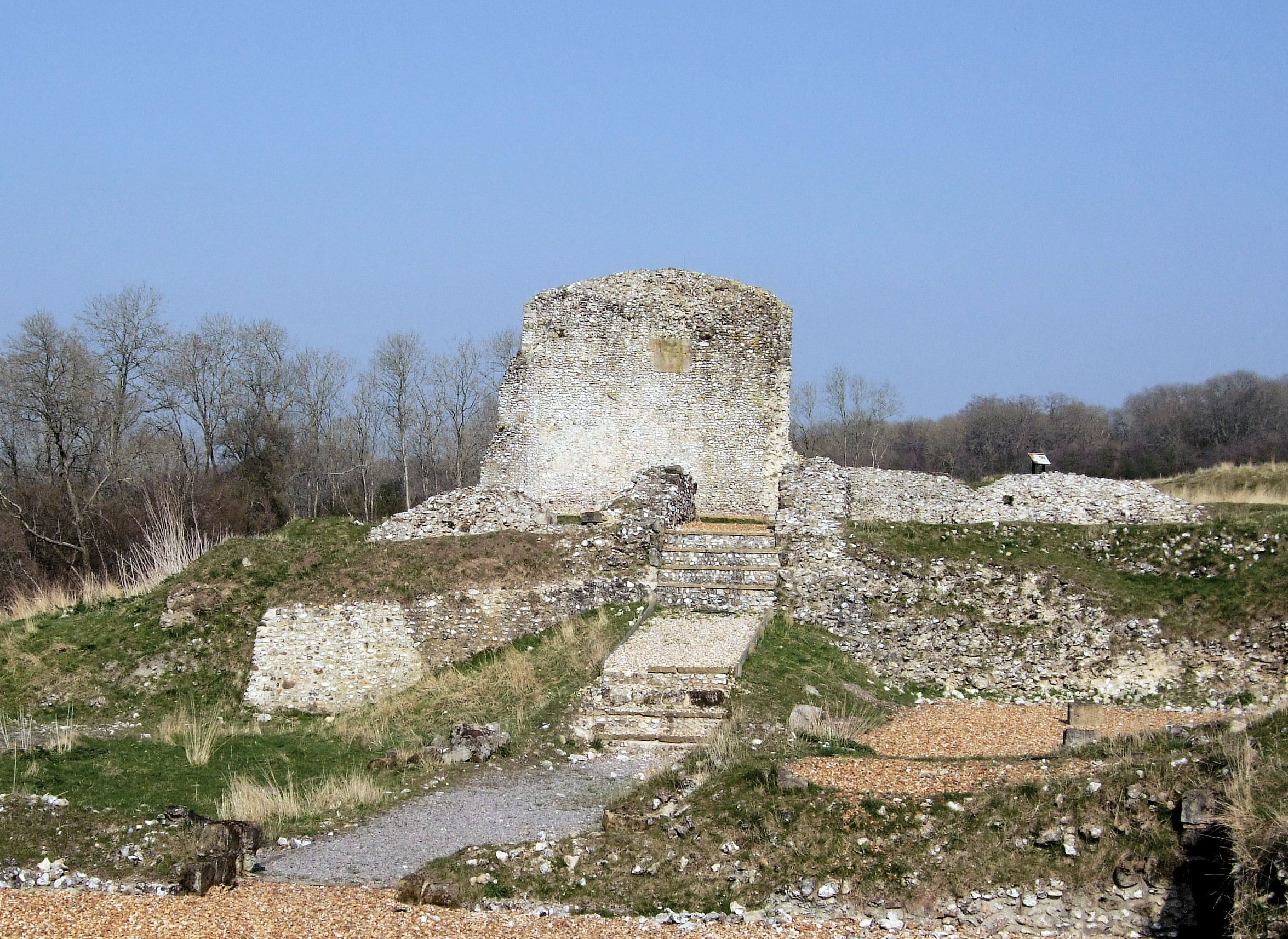
Verbleibende Reste von Clarendon Palace

Clarendon Palace war ein königliches Jagdschloss in Clarendon Park, Wiltshire, England. 
Heute sind von ihm nur noch Ruinen aus Kalkstein und Feuerstein erhalten. Das Gebäude wurde von den Königen von Heinrich II. (12. Jahrhundert) bis zu Heinrich VII. (16. Jahrhundert) als temporäre Residenz genutzt. Insbesondere im Hochmittelalter entwickelte sich Clarendon Palace von einer kleinen Jagdresidenz zu einem der prächtigsten Paläste Europas, in dem die königliche Familie und ihre Gäste in Abgeschiedenheit residierten. 1164 erließ Heinrich II. hier die Constitutions of Clarendon, mit denen er auch im geistlichen Bereich die weltliche Gerichtsbarkeit durchsetzen wollte. 
Nachdem das Jagdschloss nicht mehr von den Königen genutzt wurde, gaben diese den Besitz an Edward Hyde, 1. Earl of Clarendon. Sein Nachfolger Peter Bathurst ließ sich im frühen 18. Jahrhundert ein Herrenhaus in Clarendon Park bauen, während der eigentliche Palast verfiel.
Die Ruinen sind seit 1960 ein Grade-II-Listed Building.